# Leslie Lamport
Leslie Lamport (Nueva York, EE.UU., 7 de febrero de 1941) es un matemático y científico de la computación estadounidense. Es especialmente conocido por sus trabajos en sistemas distribuidos y por ser el desarrollador inicial del sistema de formateo de textos LaTeX, y de BibTeX. Fue ganador del Premio Turing de 2013 por sus trabajos para imponer coherencia sobre el aparente comportamiento caótico de los sistemas distribuidos, en los cuales varios ordenadores se comunican mediante un mecanismo de paso de mensajes. En su trabajo ha diseñado algoritmos, modelos formales y protocolos de verificación que mejoran la corrección, eficiencia y seguridad de dichos sistemas distribuidos.

## Educación
Leslie Lamport se licenció en matemáticas en 1960 en el MIT (Massachusetts Institute of Technology). También cursó un máster (1963) y un doctorado (1972) en la Universidad de Brandeis, ambos en matemáticas.

## Carrera profesional
Lamport ha trabajado como científico en Massachusetts Computer Associates entre 1970 y 1977, SRI International entre 1977 y 1985, y Digital Equipment Corporation y Compaq entre 1985 y 2001. Trabajó en Microsoft Research entre 2001 y el 3 de enero de 2025, fecha en la que se jubiló.

En el campo de las ciencias de la computación, Lamport es reconocido por su trabajo en algorítmica distribuida y en lógica temporal, en la cual introdujo la lógica de acciones temporal (Temporal Logic of Actions, TLA). Formuló la relación «happened before» (‘ocurrido antes’), importante en relojes lógicos de sistemas distribuidos, ya que permite obtener una ordenación parcial, con la que obtiene en el año 2000 el Premio Dijkstra. También introdujo el algoritmo de la panadería de Lamport para exclusión mutua de múltiples hilos en un computador que requieren los mismos recursos al mismo tiempo.

## Aportaciones
Las aportaciones más importantes de Leslie Lamport son las siguientes:
LaTeX: LaTeX es un sistema de composición de textos, orientado a la creación de documentos escritos que presenten una alta calidad tipográfica. Es usado de forma especialmente intensa en la generación de artículos y libros científicos que incluyen, entre otros elementos, expresiones matemáticas.
Algoritmo de la panadería: el Algoritmo de la panadería de Lamport, es un algoritmo de computación creado para implementar la exclusión mutua de N procesos o hilos de ejecución.
Algoritmo de Chandy-Lamport: el Algoritmo de Chandy-Lamport, es un algoritmo de instantáneas utilizado en sistemas distribuidos para registrar un estado global consistente de un sistema.
Firma de Lamport-Diffie: la Firma de Lamport-Diffie es un esquema de firma digital con un par de claves de un solo uso. Esta firma se aplica sobre mensajes sin efectuar ninguna modificación previa de ellos.
Tiempos Lógicos de Lamport: el algoritmo de los Tiempos Lógicos de Lamport, es un algoritmo simple utilizado para determinar el orden de los eventos en un Sistema Distribuido. Se usa para proporcionar una ordenación parcial de eventos debido a la ausencia de una perfecta sincronización entre los diferentes nodos o procesos. Proporcionan el punto de partida para el algoritmo de reloj vectorial.
Algoritmo de Paxos: el Algoritmo de Paxos, es un algoritmo para llegar a consensos en sistemas distribuidos con cierto grado de tolerancia a fallos. Se define un consenso como el proceso de acordar un resultado entre un grupo de participantes.